# Katalogbildfreiheit
Die Katalogbildfreiheit stellt eine Beschränkung des Urheberrechts durch die gesetzlich erlaubte Nutzung für bestimmte Werke dar.

## Rechtslage in Deutschland
Im September 2003 musste bei der Novellierung des deutschen Urheberrechts auch die in § 58 Urheberrechtsgesetz enthaltene Vorschrift über öffentlich ausgestellte oder zur öffentlichen Ausstellung oder zum öffentlichen Verkauf bestimmte Werke den Vorgaben des europäischen Rechts angepasst werden. Sie ist insbesondere für Auktionshäuser und Museen von Bedeutung, da sie üblicherweise nicht über urheberrechtliche Nutzungsrechte an den angebotenen oder von ihnen ausgestellten Werken moderner Künstler, die noch keine 70 Jahre tot sind, verfügen.
§ 58 UrhG n.F. erlaubt „die Vervielfältigung, Verbreitung und öffentliche Zugänglichmachung von öffentlich ausgestellten oder zur öffentlichen Ausstellung oder zum öffentlichen Verkauf bestimmten Werken gemäß § 2 Abs. 1 Nr. 4 bis 6 UrhG durch den Veranstalter zur Werbung, soweit dies zur Förderung der Veranstaltung erforderlich ist“. Dies eröffnet z. B. den Museen die Möglichkeit, während einer Ausstellung die Ausstellungsstücke vergütungsfrei in einem Ausstellungskatalog abzubilden.
Hinsichtlich der betroffenen Werke wurde vom Gesetzgeber durch den Verweis auf § 2 Abs. 1 Nr. 5 UrhG klargestellt, dass die in der alten Fassung nicht erwähnten Lichtbildwerke ebenfalls der Katalogbildfreiheit unterliegen. Man wird dabei nicht nur an künstlerische Fotografien zu denken haben. Angesichts der drastischen Herabsetzung der Anforderungen an Lichtbildwerke im Zuge der Urheberrechtsänderung 1995 haben auch die meisten historischen Fotos als Lichtbildwerke zu gelten, ein künstlerischer Charakter ist nicht mehr erforderlich. Die Vorschrift gilt also auch für Fotoausstellungen durch Archive, Bibliotheken, Museen und andere Träger.
Mit dem Urheberrechts-Wissensgesellschafts-Gesetz (UrhWissG) wurde im März 2018 die Katalogbildfreiheit verändert. Die Museen dürfen weiterhin die ausgestellten Werke in den nicht-kommerziellen Ausstellungskatalogen reproduzieren, müssen allerdings diese Verwendungen vergüten. Der Vergütungsanspruch darf nur von einer Verwertungsgesellschaft wahrgenommen werden, daher vereinnahmt seit dem 1. März 2018 die VG Bild-Kunst über den Tarif „Nicht kommerzielle Museumskataloge“ auch die Vergütung von Künstlerinnen und Künstlern, die nicht Mitglied der VG Bild-Kunst sind.

## Rechtslage in Österreich
Gemäß § 54 Urheberrechtsgesetz ist es zulässig, Werke der bildenden Künste, die sich dauerhaft in einer öffentlichen Sammlung befinden, in für die Besucher herausgegebenen Verzeichnissen zu vervielfältigen, zu verbreiten und der Öffentlichkeit zur Verfügung zu stellen, soweit dies zur Förderung des Besuchs der Sammlung erforderlich ist (§ 54 Abs. 1 Nr. 1 Urheberrechtsgesetz). Auch Werkstücke, die versteigert werden sollen, dürfen in Verzeichnissen der feilgebotenen Werkstücke oder in ähnlichen Werbeschriften vervielfältigt, verbreitet und der Öffentlichkeit zur Verfügung gestellt werden, soweit dies zur Förderung der Veranstaltung erforderlich ist. Die letztgenannten Verzeichnisse dürfen nur unentgeltlich oder zum Selbstkostenpreis abgegeben werden (§ 54 Abs. 1 Nr. 2 Urheberrechtsgesetz).

## Rechtslage in der Schweiz
Art. 26 des Bundesgesetzes über das Urheberrecht und verwandte Schutzrechte bestimmt für Museums-, Messe- und Auktionskataloge: „Ein Werk, das sich in einer öffentlich zugänglichen Sammlung befindet, darf in einem von der Verwaltung der Sammlung herausgegebenen Katalog abgebildet werden; die gleiche Regelung gilt für die Herausgabe von Messe- und Auktionskatalogen.“ Wortgleich ist die Regelung in Art. 28 des Urheberrechtsgesetzes in Liechtenstein.

## Europäische Union
Mit Art. 5 Abs. 3 lit. j) der Informations-Richtlinie wurde 2001 europaweit die Möglichkeit der Katalogbildfreiheit eingeführt. Von den Mitgliedsstaaten kann die Nutzung von Werken und Leistungen zum Zwecke der Werbung für die öffentliche Ausstellung oder den öffentlichen Verkauf von künstlerischen Werken in dem zur Förderung der betreffenden Veranstaltung erforderlichen Ausmaß unter Ausschluss jeglicher anderer kommerzieller Nutzung gestattet werden.